# Szurdoki kövirigó
A szurdoki kövirigó (Monticola rufocinereus) a madarak osztályának verébalakúak (Passeriformes)  rendjébe és a légykapófélék (Muscicapidae) családjába tartozó faj.

## Rendszerezése
A fajt Eduard Rüppell német természettudós írta le 1837-ben, a Saxicola nembe Saxicola rufocinerea néven.

## Alfajai
- Monticola rufocinereus rufocinereus (Rüppell, 1837) - Dél-Szudán, Eritrea, Etiópia, Szomália, Kenya és Tanzánia északkeleti része
- Monticola rufocinereus sclateri (Hartert, 1917) - Szaúd-Arábia nyugati része és Jemen [2]

## Előfordulása
Afrika keleti részén, Dél-Szudán, Eritrea, Etiópia, Jemen, Kenya, Szaúd-Arábia, Szomália, Szudán, Tanzánia és Uganda területén honos.
Természetes élőhelyei a szubtrópusi és trópusi száraz erdő, szavannák, gyepek és cserjések, sziklás környezetben, valamint szántóföldek. Állandó, nem vonuló faj.

## Megjelenése
Testhossza 16 centiméter, testtömege 20-27 gramm.

## Természetvédelmi helyzete
Az elterjedési területe nagyon nagy, egyedszáma pedig stabil. A Természetvédelmi Világszövetség Vörös listáján nem fenyegetett fajként szerepel.